# مطار كاسينغا
مطار كاسينغا (إياتا: KEC، إيكاو: FZQG)هو مطار يخدم مدينة كاسينغا في جمهورية الكونغو الديمقراطية.

## روابط خارجية
- خرائط هنا - Kasenga